# Astouregamigoukh
Astouregamigoukh (Astouregamigouek), jedno od malenih plemena sjeverno od rijeke St. Lawrence, na gornjim vodama Saguenaya ili rijeke St. Maurice u Quebecu, Kanada. Vjerojatno su pripadali Montagnaisima. 

## Vanjslke poveznice
- Astouregamigoukh Indian Tribe History
- The Jesuit Relations and Allied Documents